# Фелікс Ян Щенсни Моравський
Фелікс Ян Щенсни Моравський (пол. Feliks Jan Szczęsny Morawski) (15 травня 1818, Ряшів — 10 квітня 1898, Старий Сонч) — польський історик, письменник, художник, етнограф.

## Життєпис

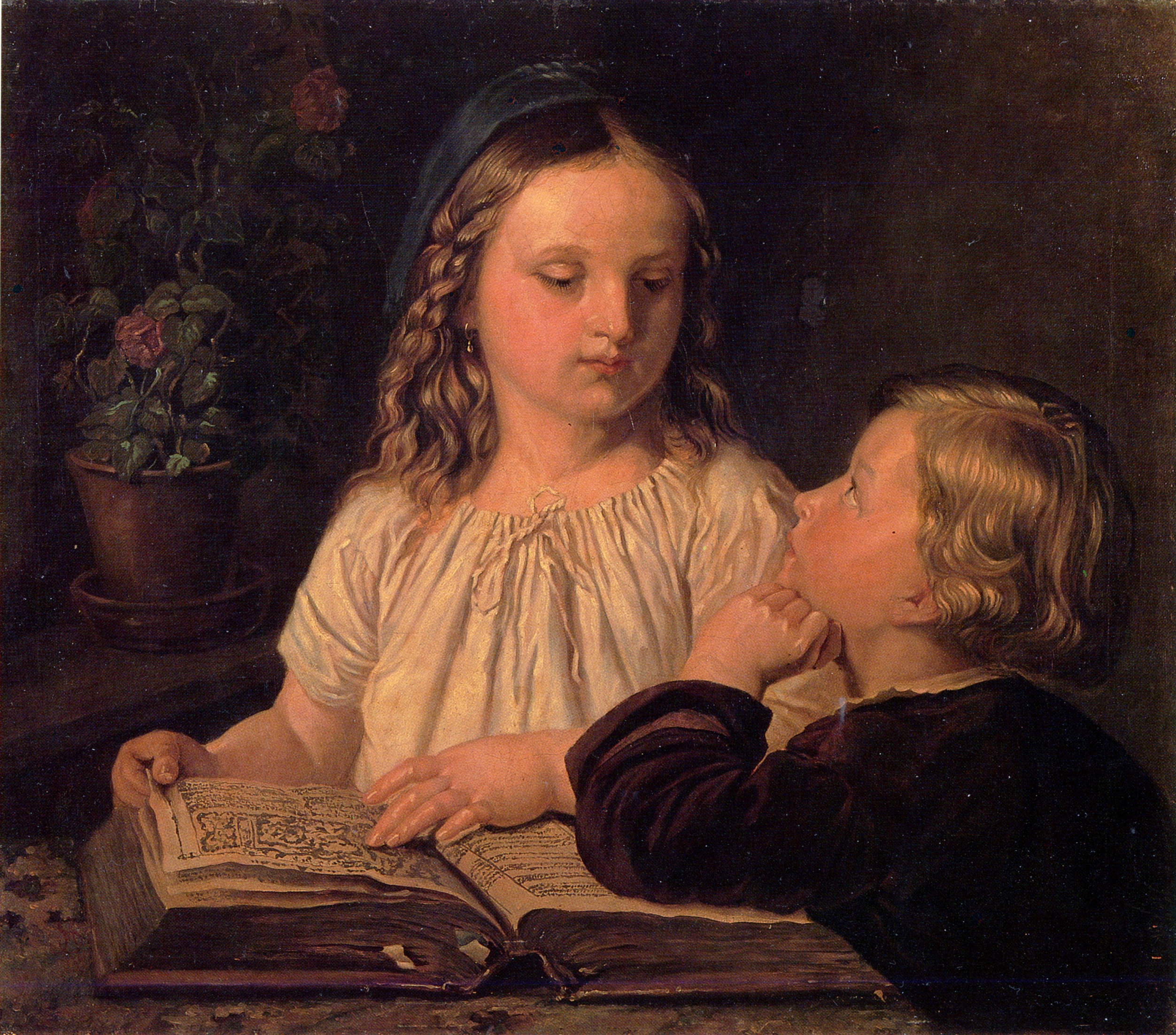
Портрет дітей з книгою, 1867. Худ. Щенсни Моравський. Із збірки ЛНГМ

Фелікс Ян Щенсни Моравський навчався живопису у Яна Машковського у Львів, а потім від 1839 до 1841 року — у Віденській академії образотворчих мистецтв. Після повернення до Львова був кустосом художніх колекцій Оссолінеум. Він багато подорожував по Галичині, малюючи пам'ятки старовини. Малював картини на релігійні та жанрові теми, писав портрети видатних мистців (художників Юліуша Коссака, Станіслава Бартуса, скульптора Тадеуша Тировича), відомих львівських сучасників. Для церкви Святої Трійці у Ряшеві намалював картину «Свята Трійця» у Церкві Святої Трійці в Ряшеві.
Щенсни Моравський з 1859 по 1868 рік був одним із авторів статей для 28-томної Універсальної енциклопедія Оргельбранда (1859). Його ім'я згадується в першому томі 1859 р. у списку авторів цієї енциклопедії.
Він писав праці з мистецтва, історії та античності. Написав першу фундаментальну монографію, яка має важливе значення для дослідників регіону Старого Сонча під назвою «Сондецчизна» (Т. 1, виданий у 1863 р., Т. 2 — у 1865 р.). Він є автором історичного роману Побітно біля Ряшева. Правдивий роман часів Барської конфедерації від 1769 р. (Краків, 1864 р.). Інші його твори:  Польські аріани , де описав долі братів-поляків- унітаріанської спільноти релігійної в Передгір'ї Карпат,  Пра-словяни і пра-Литва", " Божий світ і життя на ньому "(1871), « Фінікійські вирази в польській мові»(1885).
Під час Весна Націй він був членом Націона́льної гва́рдії — польської націоналістичної військової організації, яка діяла в квітні-листопаді 1848 року в австрійському Львові. Пізніше у 1863 році учасник Січневого повстання, у якому разом з поляками брали участь литовці, білоруси й українці.
Похований у Старому Сончі.